# Строганов, Александр Сергеевич (1818—1864)
Граф Алекса́ндр Серге́евич Стро́ганов (1818—1864) — флигель-адъютант, действительный статский советник, «егермейстер двора его величества, известен как собиратель средневековых и новоевропейских монет; был одним из основателей Санкт-Петербургского археологического общества и членом Одесского общества и истории древностей российских». Собрал коллекцию средневековых и западноевропейских монет, в которой находилось около 60 000 экземпляров — в 1925 году коллекция размером более 53 000 монет поступила в Отдел нумизматики Эрмитажа.

## Биография
Родился в Санкт-Петербурге 6 (18) декабря 1818 года — старший сын графа Сергея Григорьевича Строганова (1794—1882) от брака с графиней Наталией Павловной Строгановой (1796—1872), дочерью графа П. А. Строганова. Крещён был 9 января 1819 года в Придворном соборе, крестник императрицы Марии Фёдоровны. Имел младших братьев: Павла, Григория и Николая. Три старших сына унаследовали от отца страсть к коллекционированию.
Окончил Императорский Московский университет — юридический факультет. Много путешествовал, слушал лекции в школе Крейцшуле в Дрездене.
Вернувшись в Россию, поступил в 1840 году на военную службу. Служил прапорщиком в Фанагорийском гренадерском полку под командованием князя A. A. Суворова на Кавказе.
Из-за контузии 4 мая 1844 года был переведён в лейб-гвардии Преображенский полк корнетом, а 8 марта 1845 года назначен флигель-адъютантом к императору Николаю I. Участвовал в Венгерском походе 1849 года. За военные отличия 12 августа 1849 года был произведён в штабс-капитаны.

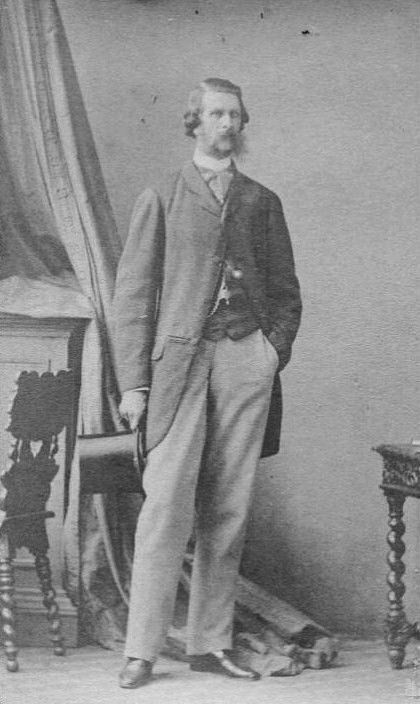
А. С. Строганов (1859)

Позже полковник и первый командир вновь учреждённого первого Гвардейского стрелкового батальона. Принимал участие в Крымской войне, отличился в сражении на Чёрной речке; 9 июня 1857 года по состоянию здоровья был вынужден оставить военную службу с утратой звания флигель-адъютанта.
В январе 1864 года был произведён в действительные статские советники и пожалован придворным званием «в должности егермейстера».
По словам Ф. И. Буслаева, граф Строганов «был человек весёлый и милый, добрый товарищ и остроумный собеседник». Будучи наследником огромного состояния, он пользовался большим успехом у женщин. В Неаполе министр Брокетти мечтал выдать за него свою дочь, а князь А. А. Суворов сватал ему свою овдовевшую сестру Варвару Башмакову. Сам Строганов был влюблён в «привлекательную и милую» баронессу Елену Боде (1826—1862), «певшую своим бесподобным, задушевным контральто», но их союз не состоялся. В середине 1840-х годов за связь с замужней дамой — Марией Валуевой (1813—1849), дочерью поэта Вяземского и супругой П. А. Валуева, Строганов был переведён на Кавказ. Позже он женился по выбору родителей на княжне Васильчиковой.
Умер 26 июля (7 августа) 1864 года в имении жены в селе Волышово (Порховский уезд Псковской губернии), где и был похоронен. По словам Б. Н. Чичерина, скончался внезапно. «Он лёг спать здоровым, а утром его нашли мёртвым в постели».

## Семья

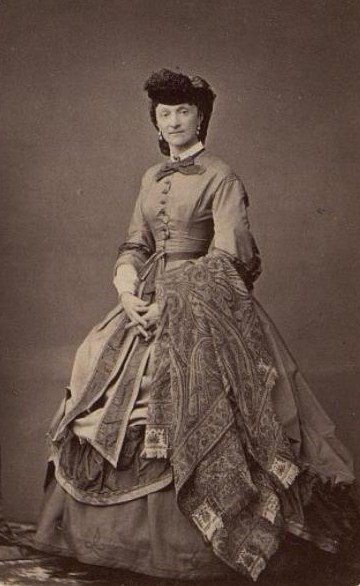
Графиня Татьяна Дмитриевна

Жена (с 03 ноября 1846 года) — княжна Татьяна Дмитриевна Васильчикова (19.03.1823—16.10.1880), фрейлина двора (1840), младшая дочь генерала Д. В. Васильчикова, получившая в приданое имение Волышёво. В молодости «замечательна была красотой» и «квинтэссенцией всего наитончайшего». «У неё было много приятелей и поклонников, — писал о графине мемуарист С. Д. Шереметев, — статная и большого роста, она казалась выточенной из блестящей стали… В ней было русского — только её имя. Она оберегала всю жизнь своё достоинство, и жизнь свою повела по заученному виллийскому уроку. Она принадлежала к числу металлических женщин». Будучи деятельной благотворительницей, с 1862 года возглавляла Санкт-Петербургский совет Императорского человеколюбивого общества. После смерти мужа вся ушла в свое горе и целый год никого не видела, даже детей. Им было запрещено играть на рояле и всякое веселье. Жила в большом строгановском доме у Полицейского моста вместе со свекром, который её обожал, и она платила ему любовью.  Последние годы жизни постоянно проживала в усадьбе Волышово, где и умерла. Дети:
- Павел (1847—1847), прожил всего полгода;
- Мария (Мисси; 1850—05.08.1914[13]), фрейлина двора (1869), с 1879 года занималась обустройством имения Княжьи Горки, где и похоронена с мужем — полковником Станиславом Юлиановичем Ягминым (1865—1917); умерла в Петербурге от паралича сердца.
- Сергей (1852—1923), последний мужчина в роду Строгановых;
- Елена (1855—15.10.1876[14]), фрейлина двора, в неё был влюблен герцог Сергей Лейхтенбергский и она отвечала ему тем же, но пожениться они не могли. Мать её говорила, что графиня Строганова не может стать морганатической женой кого бы то ни было, и не согласилась на их брак. После гибели возлюбленного, Елена вскоре заболела скоротечной чахоткой и с горя умерла в Ницце.
- Ольга (1857—1944), последняя женщина в роду Строгановых; в замужестве за князем Александром Григорьевичем Щербатовым;
- Дмитрий (17.05.1861, Париж—22.01.1863[15]), умер от стенокардии, похоронен в Сергиевой пустыни.

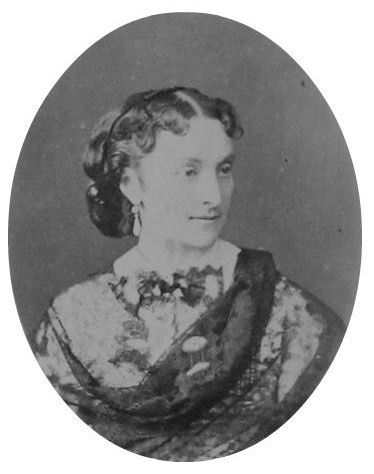
Татьяна Дмитриевна
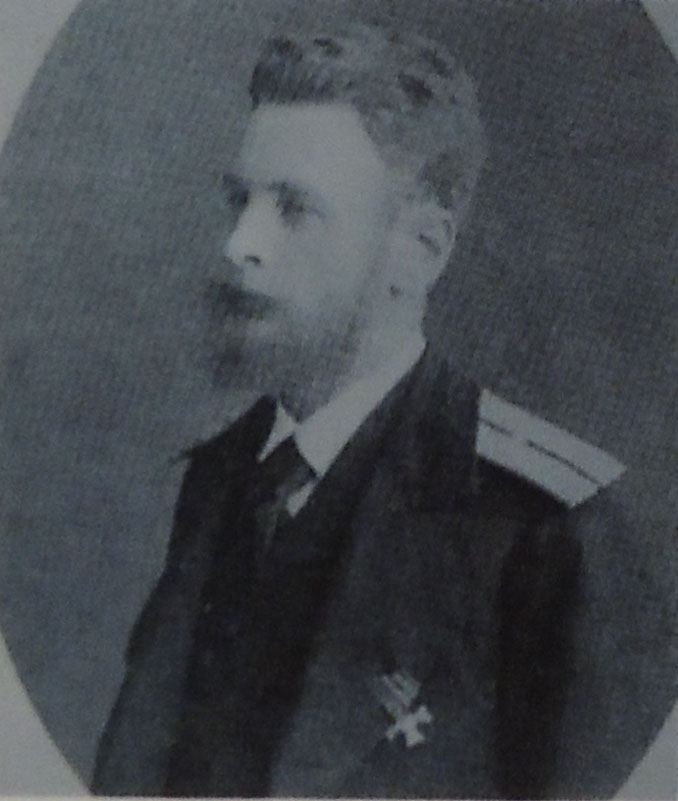
Сергей
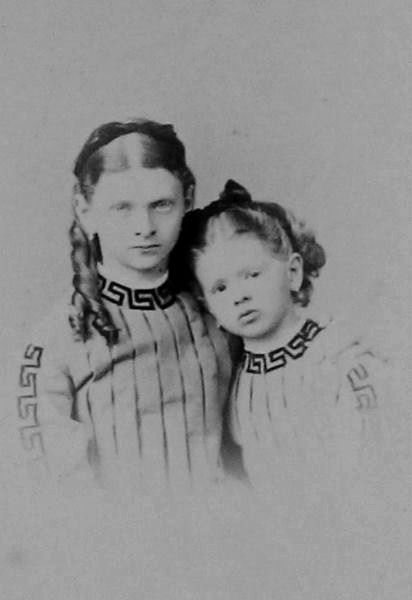
Мария и Ольга
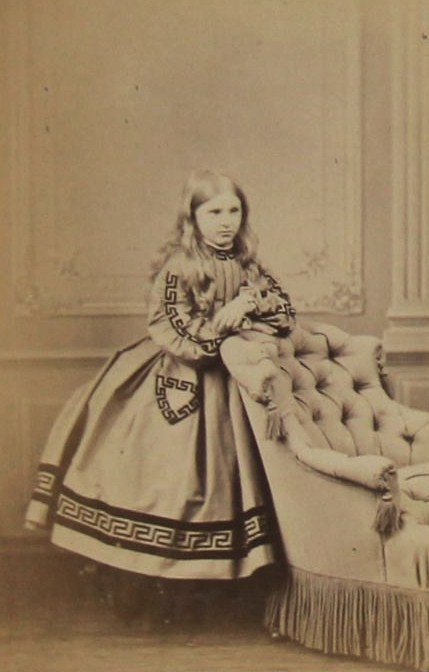
Елена